# Coletta di Amendolea
Coletta di Amendolea (Amendolea, ... – ...; fl. XV secolo) è stato un poeta italiano.
Fu un importante rimatore in lingua volgare e compositore del '400. Nacque nella provincia di Reggio di Calabria, precisamente nell'attuale comune di Condofuri, forse in quella che un tempo era la colonia di Peripoli, ma in seguito si trasferì a Napoli, dove si fece principale espositore della tradizione poetica calabrese medievale. A lui è oggi intitolata una via nella cittadina di Condofuri Marina.